# Гранітні скелі (Дніпропетровська область)

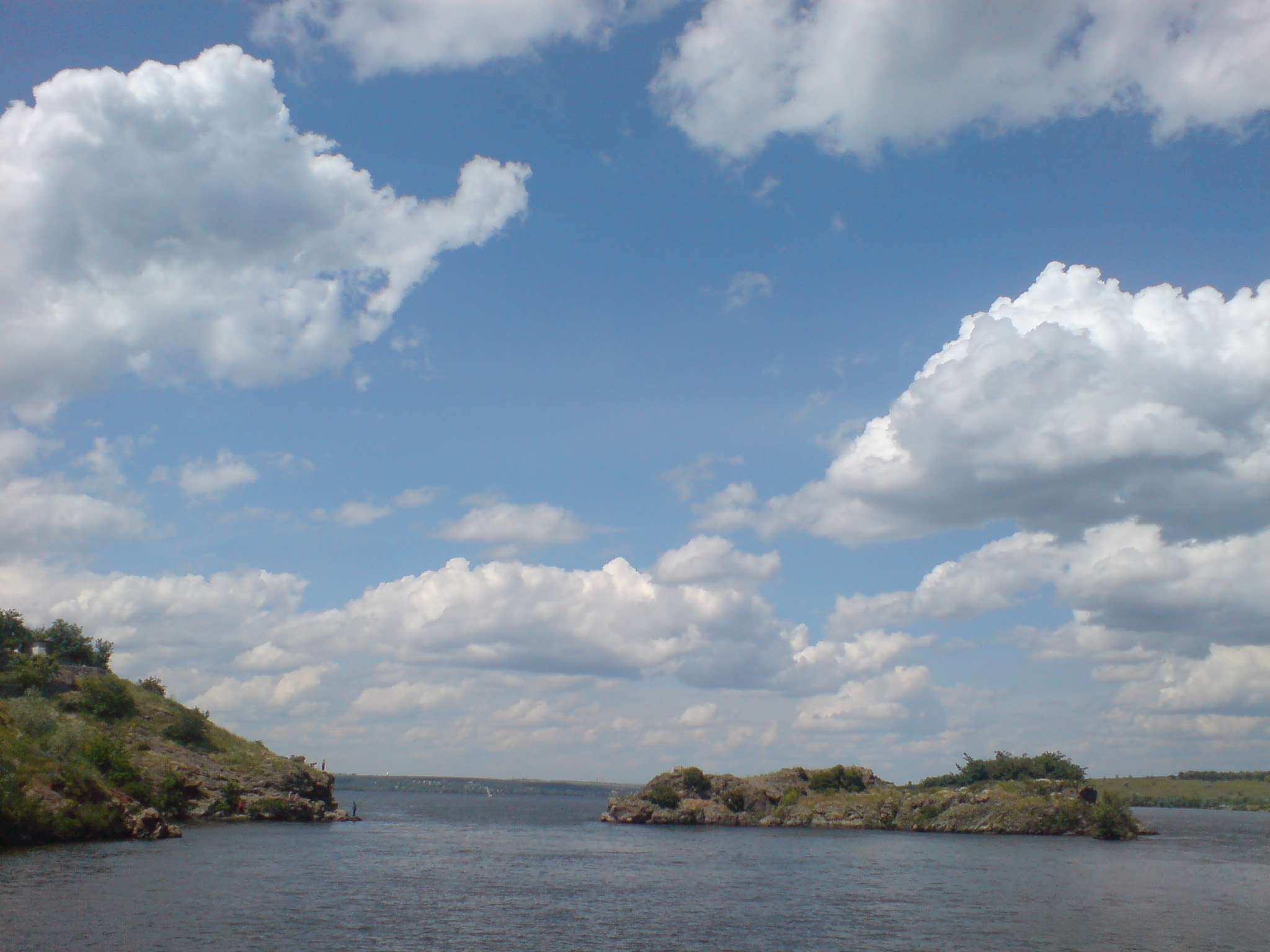
Прибережні скелі та острів Стрільчий

Грані́тні ске́лі — геологічна пам'ятка природи місцевого значення в Україні. Об'єкт природно-заповідного фонду Дніпропетровської області. 
Розташована в межах Дніпровського району Дніпропетровської області, на південному сході села Волоське.  
Площа 4 га. Статус надано згідно з рішенням облвиконкому від 22.06.1972 року № 391. Перебуває у віданні Дніпропетровської райдержадміністрації. 
Статус надано з метою збереження геоморфорфологічних утворень — гранітних скель, які утворюють урвище на березі Дніпра, а також невеликий острівок (острів Стрільчий). Скелі являють собою виходами на денну поверхню Українського кристалічного щита.

## Скелі й межигір'я
За розвідкою Дмитра Яворницького, південна частина села Волоського кінчалася високою кам'яною грядою. Там є дві високі гори:
1. перша зветься просто Скелею,
2. друга — Бичковою скелею.

Вулиці й хати краю села містяться у межигір'ї цих скель. 

### Бичкова скеля
На підгір'ї Бичкової скелі, на землі колишнього селянина Якова Заскоки, є так звана Змієва печера. Печера та з дуже вузьким входом і, щоб пролізти в її середину, треба спершу проповзти понад 4 метри животом по вогкій землі, витягнувши вперед себе руки, а потім того вже можна стати та йти ногами.
Скільки та печера має довжини, напевне невідомо: одні кажуть — не більше як 30 метрів, а інші кажуть, буцімто вона тягнеться понад кілометр, і де саме її кінець, ніхто того не знає, бо ніхто не доходив до її краю. 
В одному місці печери, кажуть, є така глибока ямина, що коли туди кинути камінь, то не чутно, як він і на дно падає. На жаль, усього цього перевірити не можна, бо в селі, якраз коло печери, лупили камінь і завалили вхід у печеру камінням, груддям та землею.

### Інші печери
На другому боці межигір'я, на так званій Коршуновій леваді, на крутому схилі скелі є ще декілька печер. У деяких вхід теж такий же вузький, що пролізти в них ніяк не можна, хоча й видко, що далі вхід ширшає. У дворі селянина Борща є печера, яка має 21-23 метри завдовжки.